# 多瑙新城區
多瑙新城區（匈牙利語：Dunaújvárosi járás），是匈牙利费耶尔州的一个区，总面积650.05平方公里，总人口94,414人（2011年），人口密度145人/平方公里。中心城市位于多瑙新城。

## 市镇
多瑙新城区包含一个州级市、3个城镇、3个大村和9个村庄。